# Natane Adcock
Natane Adcock (New York, 5 maggio 1975) è una supermodella statunitense.
Apparve sulle copertine di Vogue in Germania e a Singapore; sfilò anche per Calvin Klein, Moschino, Dolce & Gabbana, Ralph Lauren, Chanel, Versus e Versace e sfilò per Victoria's Secret nel 1995, nel 1998 e nel 1999.

## Agenzie
- Wilhelmina Models - Los Angeles[1].